# Dějiny Skopje

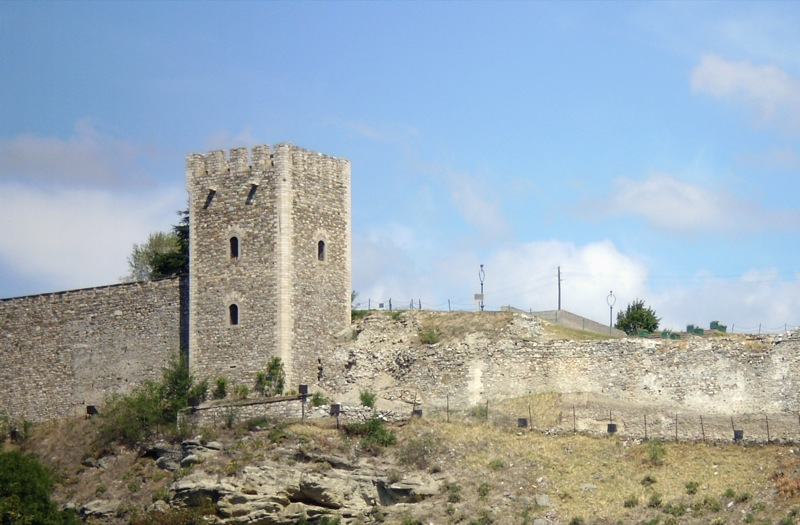
Pevnost Kale patří mezi nejstarší stavby na území města.

Hlavní město Severní Makedonie, Skopje, má dějiny sahající až do období antiky.

## Antické období
První osídlení na území Skopje pochází již z doby před naším letopočtem. Současný název pochází z poslovanštěného Scupi, jehož existenci doložil Klaudios Ptolemaios.
V prvním století našeho letopočtu obsadili původní osadu během svých výbojů směrem na východ Římané. Někteří římští vojáci zde však mohli být dlouhodobě umístěni ještě předtím, než se město stalo součástí impéria. Po jeho začlenění pod vládu Říma bylo spravováno jako součást provincie Moesia. V roce 86 získalo statut kolonie a stalo se sídelním městem pro provincii Moesia Superior.
Od roku 395 bylo město součástí Východořímské říše. Středobodem tehdejšího města byl hrad, který se nacházel v oblasti dnešní pevnosti Kale. Ten byl během zemětřesení roku 518 nicméně pobořen.

## Středověk
Ve středověku spadalo Skopje pod Byzantskou říši; nedaleko Skopje se narodil také jeden z neslavnějších byzantských císařů, Justinián I. Ten jej také nechal přebudovat a rozšířit; pravděpodobně[zdroj?] se mohlo jednat o pozdně antické město Iustiniana Prima. V této době v historických záznamech se město pod názvem Skopje již vůbec neobjevuje.
V 7. století pronikli do prostoru dnešního města Slované, kteří se zde usadili, jednalo se o kmen Berzitů. Později se území zmocnilo Bulharsko. To z něj v letech 972 až 992 učinilo hlavním městem svého státu. Po kolapsu Prvního bulharského carství se nicméně opět vrátilo pod byzantskou nadvládu, sedm let mu také vládli Normané, kteří dosáhli města při svém tažení z dnes albánské Drače. Až do konce 11. století se jednalo o bohaté město s nemalým počtem obchodníků a řemeslníků. Tomu však učinilo konec zemětřesení v samém závěru uvedeného století.
V roce 1282 se města zmocnila srbská dynastie Nemanjićů. V roce 1346 Skopje prohlásil srbský panovník Dušan hlavním městem své říše, která se však po jeho smrti rozpadla. Štěpán Dušan se nechal ve Skopje korunovat na císaře a v blízkosti dnešní metropole Severní Makedonie také založil klášter.

## Raná turecká nadvláda

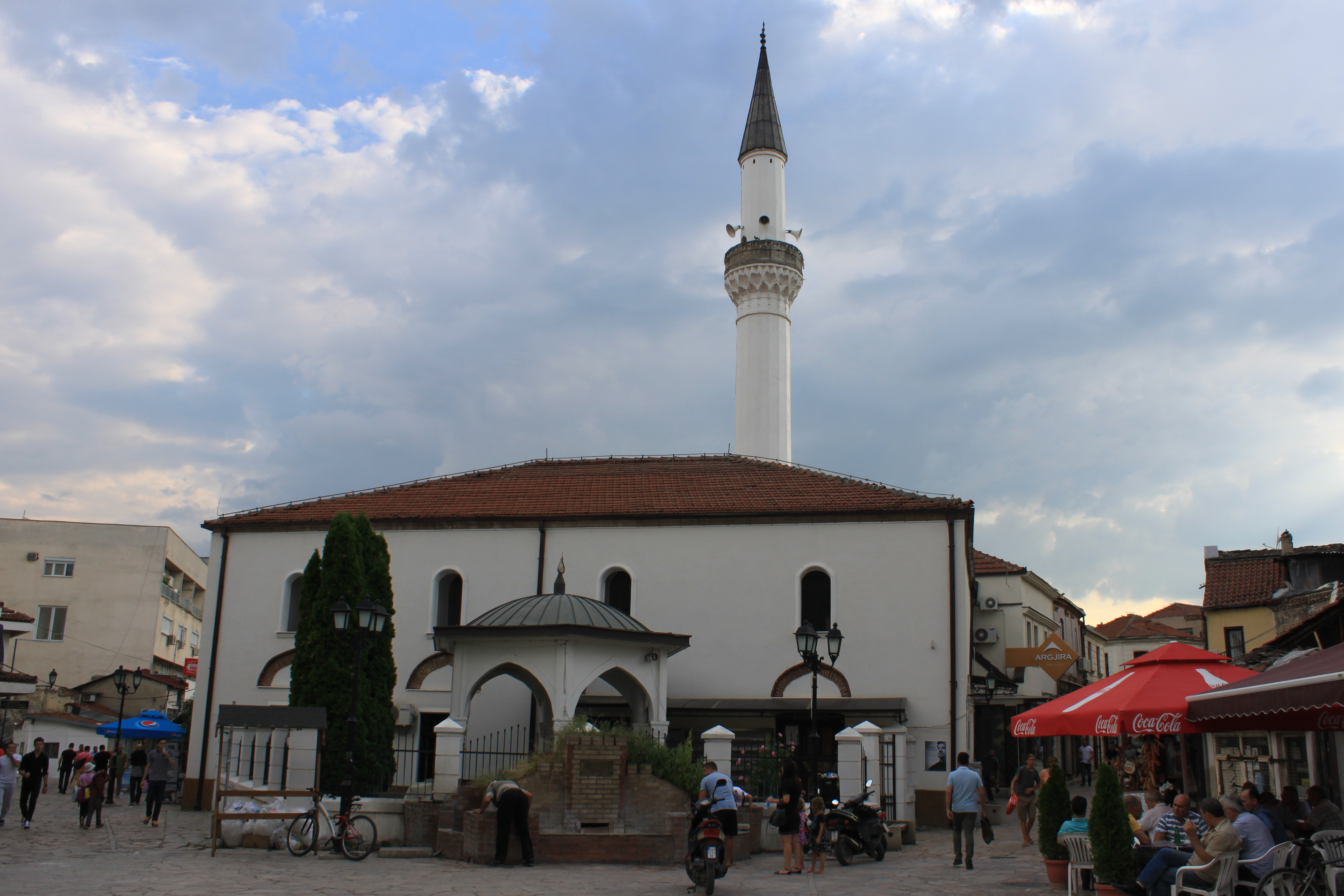
Během osmanské nadvlády vznikla ve Skopje řada mešit.

V roce 1391 obsadili Skopje Turci a vládli zde 520 let. Město bylo v turečtině známé pod názvem Üskup. Skopje se stalo rychle správním centrem svého sandžaku, který byl svěřen Pashovi Yiğit Beyovi. Nástup turecké nadvlády probíhal ve znamení ústupu křesťanství a příchodu islámu, nejprve v podobě záboru půdy patřící jednotlivým kostelům, rozdělení pozemků bývalým tureckým vojákům a i přestavbě některých z kostelů na mešity.[zdroj?]
V 15. století vznikly ve Skopje některé z památek osmanského stavitelství, mezi které patřila např. mešita sultána Murata, Daut-pašův hamam nebo mustafa-pašova mešita. V roce 1454 nastoupil do čela skopského sandžaku Isa-Beg Ishaković, který inicioval výstavbu islámské školy (medresy), a kamenného mostu přes řeku Vardar. Ještě před jeho příchodem ale už mělo Skopje vlastní knihovnu. Vznikly také početné zájezdní hostince (Any), jejichž existenci dokládají různé rukopisy tehdejších cestovatelů. Jedním z nich, který se ve Skopje zastavil v roce 1661, byl Evlija Čelebi.
Na počátku století šestnáctého poškodilo Skopje zemětřesení, další následovalo v jeho polovině. V roce 1569 ve městě žilo okolo deseti tisíc lidí.

## 17., 18. a 19. století
Ve dnech 25. října a 26. října 1689 obsadil na krátkou dobu město rakouský generál Giovanni Norberto Piccolomini. Stalo se tak během závěru tzv. velké turecké války, která skončila pro Velkou portu katastrofou. Vzhledem k tomu, že nedokázal město udržet, tak jej alespoň vypálil, aby Turci nezískali zpátky z původního města nic. Skopje navíc tehdy devastovala epidemie cholery, která byla během války alespoň načas přerušena. Většina města tehdy byla srovnána požárem se zemí, následovala jeho rozsáhlá obnova. Nově ustanovená turecká správa vyhnala hajduky z města a jeho okolí, a ti se tak museli stáhnout k severním hranicím s Rakouskem. Vpád do města nicméně znamenal značný pokles obyvatelstva, který Skopje překonalo až v první polovině 20. století. Úpadek města urychlila epidemie moru a cholery, dále také hospodářský úpadek Osmanské říše v 19. století.
Technický pokrok dosáhl města až později, především díky zaostalosti tureckého hospodářství. Roku 1857 se stalo Skopje centrum Kosovského vilájetu. Počet obyvatel začal znovu mírně růst, především do Skopje přicházeli uprchlíci z oblasti dnešního regionu Šumadija, kde došlo k povstáním proti turecké nadvládě a muslimové byli vyháněni.[zdroj?] V roce 1873 sem byla zavedena ze Soluně železniční trať, která dále pokračovala na území dnešního Kosova do Mitrovice. V roce 1888 získalo město napojení i na Niš a Bělehrad do Srbska. Nebylo však realizováno zamýšlené železniční spojení do bulharské Sofie.

## První polovina 20. století

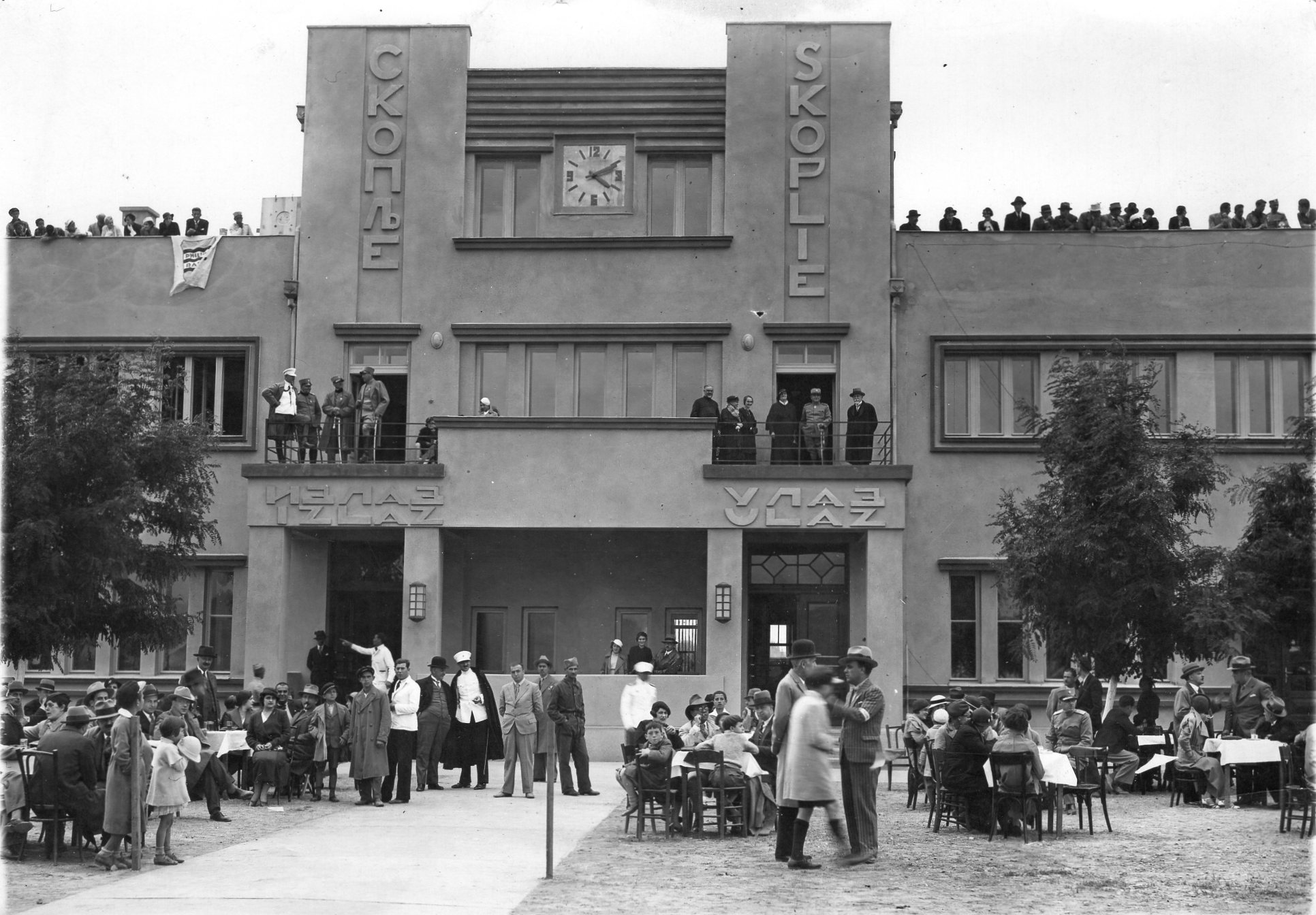
Letiště ve Skopje nedlouho po svém otevření.

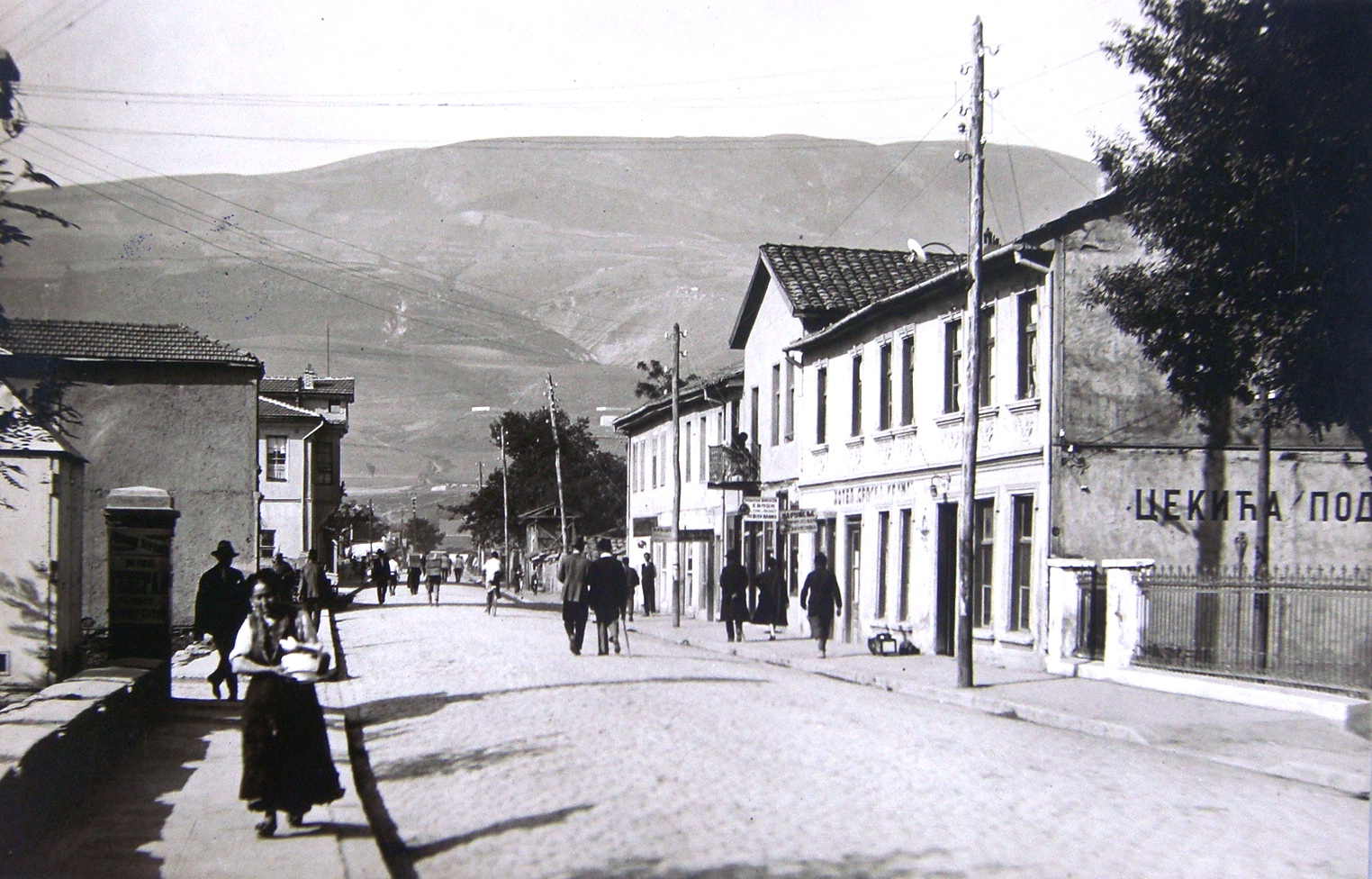
Střed města na počátku 20. století.

Roku 1905 již mělo Skopje 32 tisíc obyvatel. Vodovod a elektrický proud byl zaveden roku 1909. Fungovala zde tehdy i první elektrárna, která získávala proud z dieselového paliva. Na začátku 20. století vznikla řada nových budov a byla regulována i řeka Vardar s některými svými přítoky.
Na počátku První balkánské války se do Skopje rozšířila vzpoura albánského obyvatelstva z území dnešního Kosova. Albánci protestovali proti osmanské nadvládě a podařilo se jim třicetitisícovým davem z města na nějakou dobu vyhnat tureckou vojenskou posádku. Ta však nebyla vzhledem k bojům se Srbskem a Bulharskem v nedalekých krajích příliš početná. Nedlouho po vyhnání Turků obsadila Skopje srbská armáda.
Poté, co srbské vojsko porazilo většinu tureckých jednotek u Kumanova, obsadilo Skopje. Po vypuknutí první světové války sem byly přesunuty některé srbské státní instituce, které byly vystaveny rakousko-uherskému útoku ze severu. Jen o rok později však město obsadilo Bulharsko, které si území vardarské Makedonie dlouhodobě nárokovalo. Bulharská armáda zde zřídila centrum pro Vojensko-inspekční oblast Makedonie. Po balkánských válkách (1912–1913) bylo město spolu s vardarskou Makedonií připojeno k Srbsku.
Spolu se Srbskem se roku 1918 stalo součástí Království Srbů, Chorvatů a Slovinců, od roku 1929 přejmenovaného na Jugoslávii.
Před zákazem komunistické stany měli rudí poměrně velkou podporu v Makedonii, a převážně ve Skopje; ve volbách v roce 1920 do jugoslávské skupštiny je ve Skopje volilo 44 % lidí.
Meziválečné město bylo modernizováno a rozšiřovalo se podle potřeb jugoslávského státu. Některé mešity byly srovnány se zemí, např. v samotném centru města u kamenného mostu přes řeku Vardar a nahradil ji modernistický dům důstojníků. V roce 1926 byla otevřena i místní zoologická zahrada. Postavena byla také továrna na výrobu cementu. V provozu byl místní pivovar, který provozovala československá společnost. Zhruba třetinu tehdejšího průmyslu tvořil průmysl tabákový. Za pouhých několik let se počet obyvatel Skopje zdvojnásobil z třiceti na šedesát čtyři tisíc; čtyřicet procent však tvořilo ne-srbské (ne-makedonské) obyvatelstvo. O rozvoj města se v uvedené době zasloužil primátor Josif Mihajlović, který například prosadil první územní plán pro město v roce 1929. Skopje bylo díky svojí poloze (blíže k Srbsku) zvoleno jako nové centrum regionu namísto vzdálenější Bitoly. V roce 1928 zde bylo zprovozněno letiště. Ne vše však bylo z hlediska rozvoje Skopje v duchu stabilního pokroku. Makedonští i bulharští nacionalisté podnikali časté útoky na představitele regionální správy, kteří sídlili ve Skopji a ve Štipu. I přes velké investice do modernizace města a nových budov byla řada ulic ve Skopje prašných a za deště rozblácených. Vyskytovala se zde také malárie.

## Druhá světová válka
Během druhé světové války bylo Skopje obsazeno vojsky Osy. Nejprve do města vstoupila po krátké a prohrané dubnové válce bulharská armáda. Bulharská okupační správa nad Makedonií a ve Skopje se pokoušela místní obyvatelstvo získat prostřednictvím velkolepých slibů a investic. Byla zde otevřena knihovna, divadlo a univerzita. Místní židovská komunita, kterou tvořilo okolo tří tisíc lidí, byla nicméně v souladu s rasovými i jinými zákony[zdroj?] deportována do Německa. Značný počet transportů se uskutečnil v březnu 1943. V témže roce partyzáni uskutečnili rekordní počet sabotážních akcí proti okupantům. Bulharská okupace města trvala až do 9. září 1944. Dne 13. listopadu 1944 poté město osvobodila partyzánská armáda.

## Druhá polovina 20. století

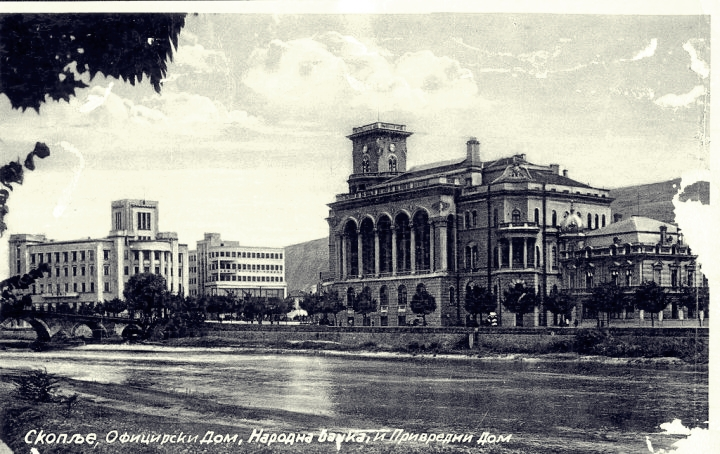
Dům důstojníků a nábřeží Vardaru před rokem 1963.

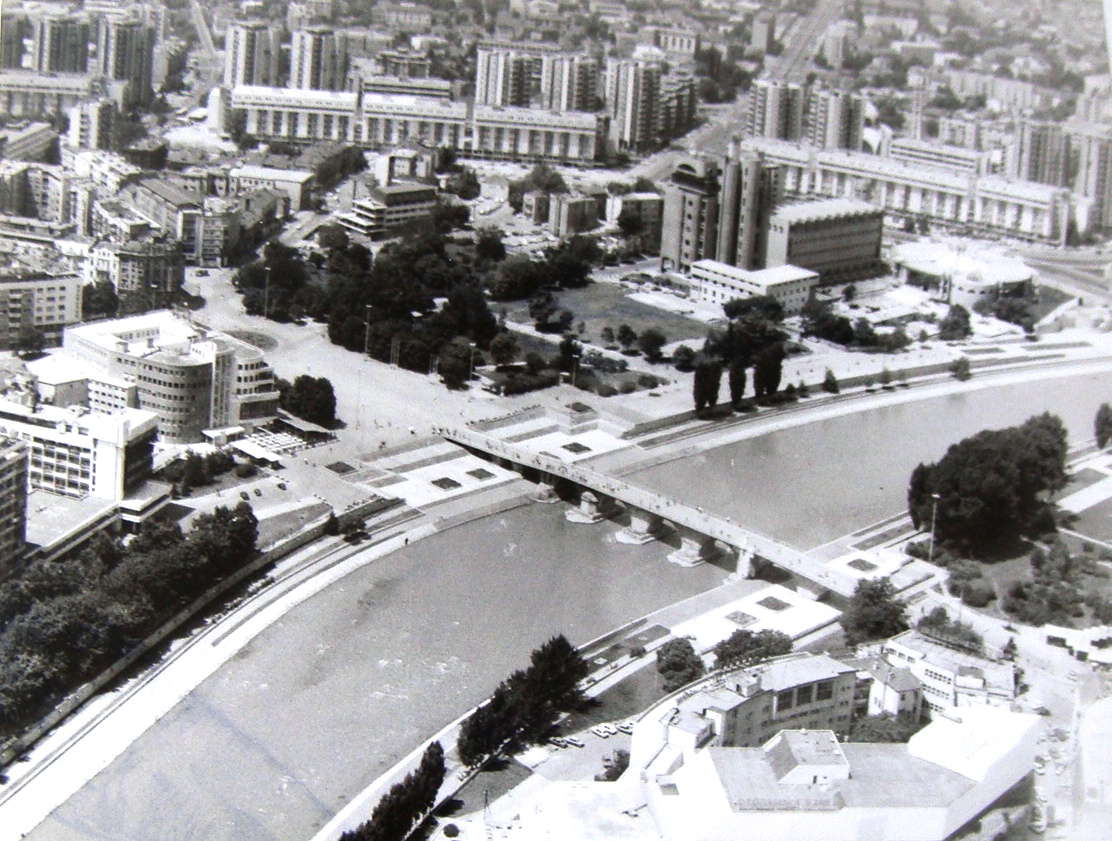
Město s centrálním náměstím Makedonie v 70. letech 20. století.

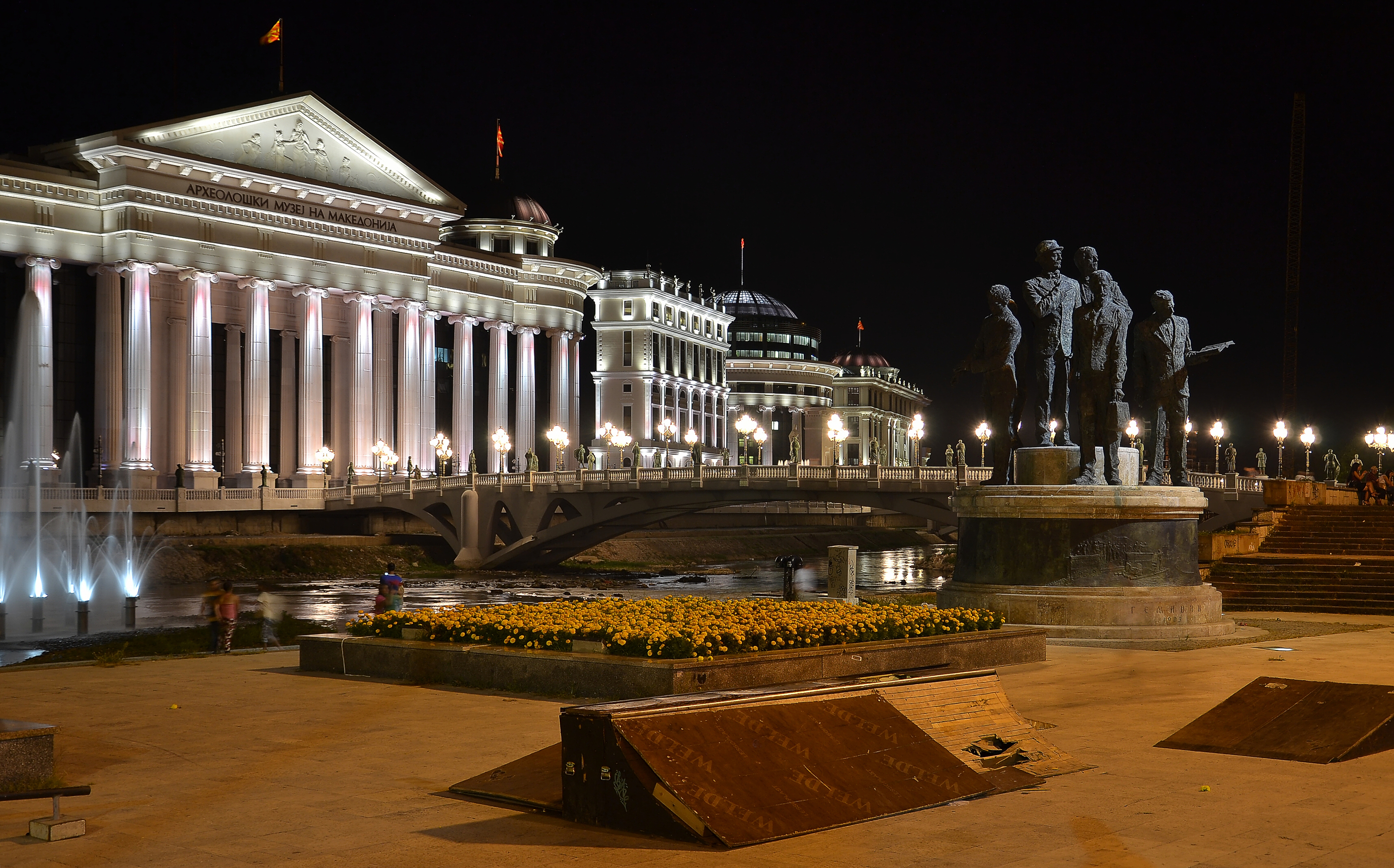
Přestavba Skopje na počátku 21. století byla inspirována antikou, ale i barokem.

V dobách existence socialistické Jugoslávie Skopje zaznamenalo značný populační růst. Ustanovení města jako regionálního centra (metropole SR Makedonie) umožnilo vznik celé řady úřadů a zajistilo soustředění mnohých podniků a výrobních kapacit. V roce 1946 získalo město vlastní univerzitu, ještě do roku 1950 získalo i nový stadion a městské muzeum.
V roce 1947 se ve Skopje uskutečnil proces s členy VMRO, který probíhal ve stejnou dobu, jako politické procesy proti četnikům v Srbsku a ustašovcům v Chorvatsku.
V roce 1953 dosáhlo Skopje 121 tisíc obyvatel. Dramatický rozvoj města se projevoval především ve výstavbě která se soustředila téměř do všech směrů okolo původního historického centra města. Počet obyvatel se oproti meziválečnému období zvýšil až čtyřnásobně a na počátku 60. let dosahoval už 170 tisíc lidí. V téže době byla do města od severovýchodu a jihovýchodu budována Dálnice Bratrství a jednoty. Od roku 1964 začala ze Skopje také vysílat i televize.
Těžkou zkouškou bylo zemětřesení v roce 1963, které si vyžádalo řadu obětí a během kterého bylo město velmi vážně poničeno. Tehdy zhruba čtvrtmilionovému městu pomohla s rekonstrukcemi nejen celá tehdejší Jugoslávie, ale i zahraničí, včetně Spojených států, Polska, Francie či Československa. Na rekonstrukci města byl vypracován urbanistický plán, jehož autory byly japonský architekt Kenzó Tange a tým domácích (jugoslávských) urbanistů. Z té doby vznikla řada brutalistických staveb, které změnily charakter samotného města, např. sídlo hlavní pošty, městský archiv nebo Telekomunikační centrum. Okolo centra města byla zbudována symbolická městská hradba, kterou tvořily obytné bloky domů. Přebudován byl i místní železniční uzel a zbudováno nové nádraží. Do středu města bylo umístěno nové obchodní centrum. Město protly nové rychlostní komunikace a zbudovány byly nové mosty přes řeku Vardar (např. most Goce Delčeva.
Roku 1976 bylo Skopje přeorganizováno do pěti nových městských částí (Čair, Centar, Gazi Baba, Karpoš, a Kisela Voda). O pět let později bylo ve městě napočítáno celkem 408 tisíc obyvatel. O sedm let později to bylo již okolo pěti set tisíc; dle odhadů makedonského ministerstva vnitra přibližně polovina z toho měla být albánské národnosti.
V roce 1990 byl ve Skopji vysvěcen chrám Klimenta ochridského, katedrála Мakedonské pravoslavné církve.
Po rozpadu společného státu v roce 1991 se Skopje stalo hlavním městem Severní Makedonie.

## 21. století
V souladu s Ohridskou dohodou byla na území města Skopje zavedena albánština jako druhý úřední jazyk.
V roce 2000 byl na vrcholu Vodno vztyčen Kříž tisíciletí, který měl připomenout 2000 let od vzniku křesťanství. K oblíbenému výletnímu místu pro místní obyvatelstvo vede od roku 2011 také lanová dráha.
Vzhledem k poloze města v horském údolí se na počátku 21. století stalo problematickým bodem znečištění ovzduší ve Skopje, především hodnoty pevných prachových částic překračovaly normy stanovené severomakedonským státem.
Ve snaze zatraktivnit město se makedonská vláda rozhodla na konci první dekády 21. století přijmout plán komplexního rozvoje města, v rámci kterého bylo centrum Skopje obohaceno o četné sochy a umělecké objekty a také muzea. Plán měl být realizován do roku 2014, některé stavby však byly dokončeny později. V souvislosti s přestavbou města bylo vybudováno zcela nové Archeologické muzeum Makedonie, Most umění a řada dalších nových staveb.
V téže dekádě bylo diskutováno rovněž i zavedení tramvajové dopravy. Modernizován byl vozový park městských autobusů.
V roce 2016 zasáhly město povodně, které si vyžádaly 1453 mrtvých.